# Hugo Edward

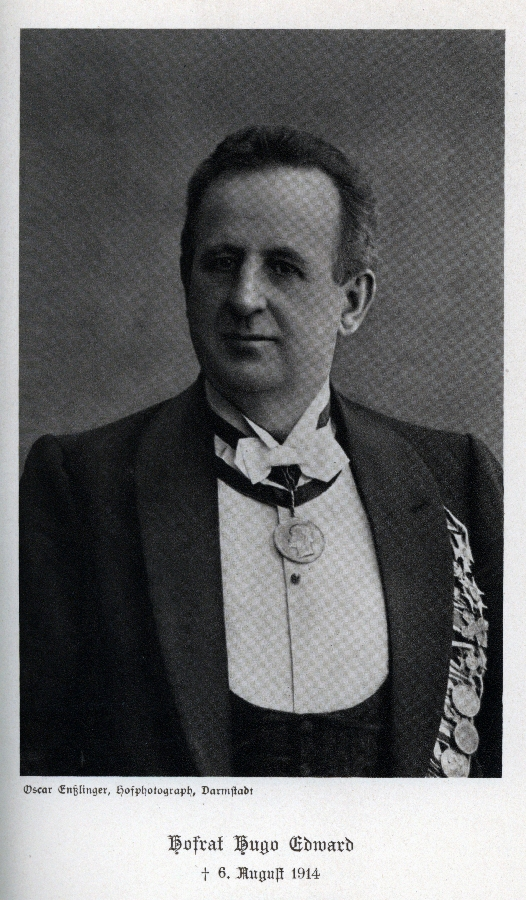
Hugo Edward

Hugo Edward (* 23. April 1845 in Berlin; † 6. August 1914) war ein deutscher Theaterschauspieler.

## Leben
Edward, der Sohn eines angesehenen Kaufmanns, wollte schon in frühester Jugend statt zu lernen lieber Theater spielen. So arrangierte er mit Mitschülern Theateraufführungen, bei denen er stets das große Wort führte. Er war folglich glücklich am Berliner königlichen Opernhaus im Kostüm eines Ritters, Bürgers oder Landsmanns als Statist mitwirken zu dürfen.
Trotz der Versuche seines Vaters, ihn von einer Bühnenkarriere fernzuhalten, beteiligte sich Edwards weiter an Laienaufführungen wie Die Räuber von Maria Kulm, Schloss Greifenstein, Das Turnier zu Kronstein etc.
Nach dem Tod seines Vaters wurde er nach bestandener Deklamationsprüfung bei Oberregisseur Schütz ins Ensemble des Vorstädtischen Theaters aufgenommen. Nachdem er auch von Adele Peroni-Glasbrenner dramatischen Unterricht erhalten hatte, versuchte er sich erfolgreich als „Mortimer“, „Romeo“, „Carlos“, „Ferdinand“ etc. Es folgten einige Stationen in der Provinz, ehe er ans Wallnertheater und 1865 ans Hoftheater Stuttgart wechselte. Dort spielte er vor allem feurige Liebhaber. 1869 ging er zu Theodor Lobe ans Stadttheater Breslau. Ein Jahr später verpflichtete man ihn zusammen mit Marie Seebach für eine Gastspielreise in die USA. Durch den Ausbruch des Deutsch-Französischen Kriegs 1870/71 wurde diese Reise aber verhindert, und da während des Kriegs jeglicher Theaterbetrieb ruhte, nahm er in Stuttgart Unterricht als Sanitäter und meldete sich als solcher freiwillig. 
Nach dem Ende des Feldzugs erhielt er einen Gastspielantrag des Hoftheaters Darmstadt. Dort debütierte er am 14. April 1871 als „Friedrich Schiller“ in Die Karlschüler und wurde daraufhin engagiert. Dort blieb er bis 1896. Danach wirkte er bis mindestens 1902 als artistischer Leiter der Otto Devrientschen Volksfestspiele Luther und Gustav Adolf, wobei er auch gleichzeitig die beiden Titelrollen spielte.
Er war sowohl in Darmstadt als auch auf seinen zahlreichen Gastspielreisen beim Theaterpublikum sehr beliebt, und auch Kaiser Wilhelm schätze den Darsteller so sehr, dass er öfters auf dessen Befehl als „Fähnrich“ im Schweizer Lustspiel Epidemisch auftreten musste, eine Rolle, die an den meisten anderen Theatern eine Hosenrolle war. Zudem war er vielseitig verwendbar, sei es in der Tragödie, im Schau- und Lustspiel, Schwank und auch in der Posse.
In Anerkennung seiner schauspielerischen Verdienste wurde er zum Ehrenmitglied der Hoftheater in Coburg und Gotha ernannt und 1898 mit dem Titel eines sachsen-weimarischen Hofrates ausgezeichnet.